# Apahida (gmina)
Apahida – gmina w Rumunii, w okręgu Kluż. Obejmuje miejscowości Apahida, Bodrog, Câmpenești, Corpadea, Dezmir, Pata, Sânnicoară i Sub Coastă. W 2011 roku liczyła 10 072 mieszkańców.